# Conflans-sur-Anille
Conflans-sur-Anille es una población y comuna francesa, situada en la región de Pays de la Loire, departamento de Sarthe, en el distrito de Mamers y cantón de Saint-Calais.
Las comunas vecinas son: 
- Saint-Calais
- Berfay
- Rahay
- Montaillé

## Demografía
| 578 | 513 | 514 | 613 | 621 | 606 |
| Para los censos de 1962 a 1999 la población legal corresponde a la población sin duplicidades (Fuente: INSEE [Consultar]) |     |     |     |     |     |

## Personajes ilustres
- Alphonse Poitevin